# Richemont, Seine-Maritime
Richemont är en kommun i departementet Seine-Maritime i regionen Normandie i norra Frankrike. Kommunen ligger i kantonen Aumale som tillhör arrondissementet Dieppe. År 2022 hade Richemont 443 invånare.

## Befolkningsutveckling
Antalet invånare i kommunen Richemont
| Referens: INSEE |